# Poleñino
Poleñino – gmina w Hiszpanii, w prowincji Huesca, w Aragonii, o powierzchni 33,02 km². W 2011 roku gmina liczyła 217 mieszkańców.